# ألفرد مولر
ألفرد مولر (بالألمانية: Alfred Müller-Armack) (و. 1901 – 1978 م) هو اقتصادي، وسياسي، وأستاذ جامعي، وعالم اجتماع، من ألمانيا، ولد في إسن، كان عضوًا في الحزب النازي، والاتحاد الديمقراطي المسيحي، توفي في كولونيا، عن عمر يناهز 77 عاماً.

## مناصب وهيئات
أدار جامعة مونستر.

## جوائز
حصل على جوائز منها:
- جائزة إيرنست هلموت فيتز  [لغات أخرى]‏ (1972)
- الصليب الأكبر من وسام استحقاق جمهورية ألمانيا الاتحادية
- وسام استحقاق جمهورية ألمانيا الاتحادية.

## روابط خارجية
- ألفرد مولر على موقع مونزينجر (الألمانية)